# Lappula duplicicarpa
Lappula duplicicarpa là loài thực vật có hoa trong họ Mồ hôi. Loài này được Pavlov mô tả khoa học đầu tiên năm 1952.